# Pamir

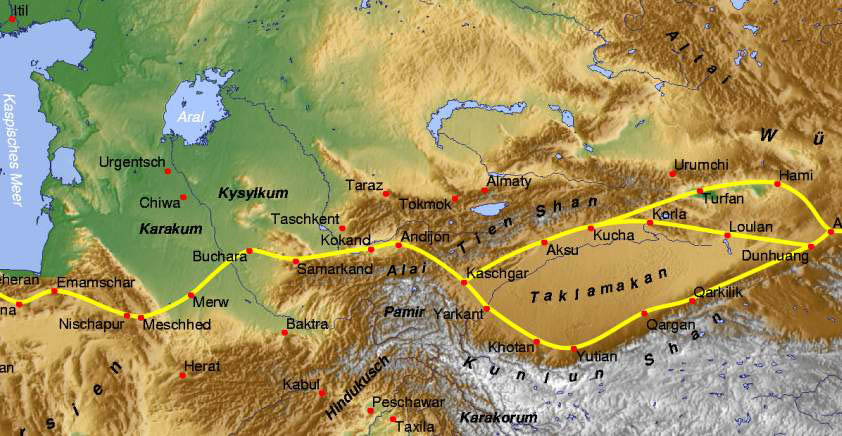
Asia centrală cu Drumul Mătăsii

Harta masivului muntos Pamir

Podișul Pamir (turc. "pășune rece de stepă") este un lanț muntos din Asia Centrală, care se desfășoară pe teritoriul  Chinei, Tadjikistan, Kirghizstan,  Afganistan și Pakistan. Cel mai înalt vârf Kongur (Kungur Tagh), 7.719 metri, situat în vestul Regiunii autonome uigure Xinjiang din China este unul din cele mai înalte vârfuri din Asia și din întreaga lume.

## Geografie
Cu înălțimi care depășesc 7.500 de metri podișul Pamir se află pe locul 1 în topul celor mai înalte podișuri.
Pamirul supranumit și "acoperișul lumii" se întinde pe o suprafață de 120.000 km², din care 1.200 km² sunt acoperiți cu ghețari. Partea nordică a munților de încrețire aparține de Republica Kirghiză, partea estică Chinei, partea sudică Afganistanului iar restul de Tadjikistan. Pamirul face puntea de legătură dintre munții mai importanți din Asia: Tien Shan în nord, munții Karakorum în sud,  Kunlun Shan cu Jarkend în sud-est și cu Hindukush în sud-vest. În est Pamirul se continuă cu podișul Tibet care la fel este denumit adesea "acoperișul lumii".
Înălțimea medie a munților Pamir este de ca. 3.600 până la 4.400 m. Din Pamir izvorăște râul cu același nume, cu  afluentul principal la izvor Pjandsh. Lacul cel mai maret din Pamir fiind Lacul Kara-Kul de pe teritoriul Tadjikistanului.
În regiune sunt adesea cutremure prin acțiunea lor a luat naștere în anul 1911 lacul Sares.
- Clima este aridă cu diferențe mari de temperatură.
- Locuitorii se ocupă în special cu creșterea animalelor acestea fiind iacul și oile.

## Munții
Munții mai importanți din Pamir sunt:
- Kongur (Kungur Tagh), 7.719 m, China
- Kungur Tjube Tagh, 7.595, China
- Muztagata, 7.546, China
- Pik Ismail Samani (früher Pik Kommunismus), 7.495 m, Tadjikistan
- Pik Lenin (früher Pik Kaufmann), 7.134, Tadjikistan/Kirghizstan
- Pik Korzhenevskoy, 7.105, Tadjikistan
- Pik Revolution, 6.974, Tadjikistan
- Pik Karl Marx, 6.726 m, Tadjikistan
- Pik Garmo, 6.595, Tadjikistan
- Pik Engels, 6.510 m, Tadjikistan
- Pik Mayakovskogo (Pik Mayakovsky), 6.095 m, Tadjikistan
- Pik Zor, 5.650 m, Tadjikistan
- Concord Peak, 5.469, Afganistan/Tadjikistan
- Pik Skalitsiy, ??? m, Tadjikistan
- Pik Kyzyl Dong, ??? m, Tadjikistan
- Pik Alichur, ??? m, Tadjikistan